# Göran Henrik Falkenberg
Göran Henrik Falkenberg, född 19 april 1746, död 23 september 1803, var en svensk friherre och landshövding.

## Bana
Falkenberg blev extraordinarie kanslist i kanslikollegiums expedition på 1760-talet, hovjunkare 27 juni 1769, kopist 26 april 1770, kanslist 30 april 1773, vice ceremonimästare 9 juni 1774 och ceremonimästare 7 november 1775.
Han blev lagman på Gotland 30 april 1777, lagman i Kalmar läns och Ölands lagsaga 13 augusti 1781. Han var vice landshövding i Kronobergs län i 3 månader från 19 juli 1786 och blev landshövding 16 februari 1787. På begäran erhöll han avsked 15 juli 1793.

## Familj
Göran Henrik Falkenberg var son till ryttmästaren Melker Georg Falkenberg och Beata Christina Rosenhane, dotter till generalmajoren Göran Gustaf Rosenhane.
Han gifte sig 1789 med Viveka Trolle, dotter till kammarherre Arvid Trolle och Magdalena Liboria Harmens.